# Liste der Monuments historiques in Ivors
Die Liste der Monuments historiques in Ivors führt die Monuments historiques in der französischen Gemeinde Ivors auf.

## Liste der Bauwerke
| Bezeichnung                   | Beschreibung                  | Standort | Kennzeichnung | Schutzstatus | Datum | Bild |
| ----------------------------- | ----------------------------- | -------- | ------------- | ------------ | ----- | ---- |
| Portal zum ehemaligen Schloss | Erbaut im 17./18. Jahrhundert | (Lage)   | PA00114718    | Classé       | 1977  |      |

## Liste der Objekte
| Bezeichnung | Beschreibung           | Standort                        | Kennzeichnung | Schutzstatus | Datum | Bild |
| ----------- | ---------------------- | ------------------------------- | ------------- | ------------ | ----- | ---- |
| Taufbecken  | Stein, 13. Jahrhundert | in der Kirche St-Étienne (Lage) | PM60004247    | Inscrit      | 1991  |      |